# Domiciano Cavém
Domiciano Barrocal Gomes Cavém (Vila Real de Santo António, 21 dicembre 1932 – Leiria, 12 gennaio 2005) è stato un calciatore portoghese, di ruolo centrocampista.

## Carriera
In 14 stagioni da professionista con il Benfica segnò 125 reti.
Contribuì alla vittoria di nove campionati e di due Coppe dei Campioni consecutive, nel 1961 e nel 1962.
Nella finale di quest'ultima competizione, vinta per 5-3 contro il Real Madrid il 2 maggio 1962 ad Amsterdam, segnò il secondo gol della sua squadra.
Vincendo la Coppa dei Campioni, il Benfica partecipò alla Coppa Intercontinentale nel 1961 e nel 1962 ma perse in entrambe le occasioni, prima contro gli uruguaiani del Peñarol e poi contro il Santos di Pelé.
Il Benfica raggiunse la finale della Coppa dei Campioni anche nella stagione 1962-1963, perdendo contro il Milan per 2-1, nel 1965 perdendo contro l'Inter di Helenio Herrera, che vinse il secondo titolo consecutivo grazie a un gol di Jair, e nel 1968, venendo sconfitto per 4-1 dal Manchester United di Matt Busby, che vinse il titolo per la prima volta. Si ritirò nel 1969.
Collezionò 18 presenze con la Nazionale portoghese.
È considerato uno dei migliori giocatori della storia del Benfica.

## Palmarès

### Club

#### Competizioni nazionali
- Campionato portoghese: 9

Benfica: 1956-1957, 1959-1960, 1960-1961, 1962-1963, 1963-1964, 1964-1965, 1966-1967, 1967-1968, 1968-1969
- Coppa di Portogallo: 5

Benfica: 1956-1957, 1958-1959, 1961-1962, 1963-1964, 1968-1969

#### Competizioni internazionali
- Coppa dei Campioni: 2

Benfica: 1960-1961, 1961-1962